# Агмад Беналі
Агмад Беналі (англ. Ahmad Benali, араб. احمد بن علي; нар. 7 лютого 1992, Манчестер, Англія, Велика Британія) — лівійський та англійський футболіст, центральний півзахисник італійської «Брешії». Грав за національну збірну Лівії.

## Життєпис
Агмад Беналі народився 7 лютого 1992 року в Манчестері, Англія. Його мати англійка, батько Фаґім Беналі — лівієць. Також має німецьке та шотландське коріння по материнській лінії. У нього є молодша сестра Лайла. Він мусульманин та вважає себе лівійцем.

## Клубна кар'єра
Є вихованцем англійського «Манчестер Сіті», де почав займатися у восьмирічному віці. У 17 років підписав свій перший професійний контракт з молодіжною командою «Манчестер Сіті», був її капітаном. За основну ж команду не зіграв жодного матчу.
У сезоні 2011/2012 був в оренді у англійському «Рочдейлі». Зіграв 2 матчі в Першій лізі (3-й дивізіон Англії).

### Італія
Влітку 2012 року перейшов до італійської «Брешії». У сезоні 2012/2013 зіграв 10 матчів в Серії B. У сезоні 2013/2014 зіграв 34 матчі і забив 4 голи в Серії B. У сезоні 2014/2015 зіграв 36 ігор і забив 9 голів у Серії B.
Влітку 2015 року перейшов до «Палермо», але відразу ж був відданий в оренду ФК «Пескара». У сезоні 2015—2016 зіграв 39 матчів і забив 5 голів у Серії B. Команда посіла 4-е місце в чемпіонаті. У плей-офф перемогли «Новара» і «Трапані», та вийшли у Серію A. 
Влітку 2016 року «Пескара» викупила права на Агмада Беналі в «Палермо». У сезоні 2016—2017 зіграв 33 матчі і забив 6 голів у чемпіонаті. У першій половині сезону 2017—2018 зіграв в Серії B 15 матчів і забив 4 голи.
17 січня 2018 року відданий в оренду, з правом викупу, до кінця сезону до «Кротоне». Зіграв 10 матчів і забив 1 гол у чемпіонаті. 4 квітня 2018 року в грі з «Торіно» зазнав трамви, через яку більше не зіграв у сезоні 2017–2018. У липні 2018 року «Кротоне» викупив Агмада Беналі в «Пескари» та підписав контракт з ним до червня 2020 року. Згодом контракт було подовжено, і загалом відіграв за цю команду чотири роки.
Першу половину 2022 року перейшов до «Пізи», після чого став гравцем чергової команди другого італійського дивізіону, «Брешії».

## Збірна
Агмад Беналі дебютував за національну збірну Лівії 23 травня 2012 року в товариському матчі проти збірної Руанди. В офіційній грі за збірну Лівії дебютував 24 березня 2013 року в матчі проти збірної Демократичної Республіки Конго. Перший гол за збірну забив 9 червня 2017 року в ворота збірної Сейшельських островів у матчі відбіркового етапу Кубка африканських націй 2019 року.

## Статистика

### Статистика клубних виступів
Станом на 10 вересня 2022
| Сезон                      | Команда                    | Чемпіонат                  | Чемпіонат | Чемпіонат | Національний кубок | Національний кубок | Національний кубок | Континентальні кубки | Континентальні кубки | Континентальні кубки | Інші змагання | Інші змагання | Інші змагання | Усього | Усього |
| Сезон                      | Команда                    | Ліга                       | Ігор      | Голів     | Ліга               | Ігор               | Голів              | Ліга                 | Ігор                 | Голів                | Ліга          | Ігор          | Голів         | Ігор   | Голів  |
| -------------------------- | -------------------------- | -------------------------- | --------- | --------- | ------------------ | ------------------ | ------------------ | -------------------- | -------------------- | -------------------- | ------------- | ------------- | ------------- | ------ | ------ |
| серп.-лист. 2011           | «Рочдейл»                  | ФЛ1                        | 2         | 0         | КА+КЛ              | 0+0                | 0                  | -                    | -                    | -                    | ТФЛ           | 1             | 0             | 3      | 0      |
| лист. 2011–12              | «Манчестер Сіті»           | ПЛ                         | 0         | 0         | КА+КЛ              | 0+0                | 0                  | ЛЧ+ЛЄ                | 0+0                  | 0                    | -             | -             | -             | 0      | 0      |
| Усього за «Манчестер Сіті» | Усього за «Манчестер Сіті» | Усього за «Манчестер Сіті» | 0         | 0         |                    | 0                  | 0                  |                      | 0                    | 0                    |               | -             | -             | 0      | 0      |
| 2012–13                    | «Брешія»                   | B                          | 9+1       | 0         | КІ                 | 1                  | 0                  | -                    | -                    | -                    | -             | -             | -             | 11     | 0      |
| 2013–14                    | «Брешія»                   | B                          | 34        | 4         | КІ                 | 2                  | 0                  | -                    | -                    | -                    | -             | -             | -             | 36     | 4      |
| 2014–15                    | «Брешія»                   | B                          | 35        | 9         | КІ                 | 3                  | 0                  | -                    | -                    | -                    | -             | -             | -             | 38     | 9      |
| 2015–16                    | «Пескара»                  | B                          | 35+4      | 4+1       | КІ                 | 0                  | 0                  | -                    | -                    | -                    | -             | -             | -             | 39     | 5      |
| 2016–17                    | «Пескара»                  | A                          | 33        | 6         | КІ                 | 1                  | 0                  | -                    | -                    | -                    | -             | -             | -             | 34     | 6      |
| 2017-січ. 2018             | «Пескара»                  | B                          | 15        | 4         | КІ                 | 1                  | 1                  | -                    | -                    | -                    | -             | -             | -             | 16     | 5      |
| Усього за «Пескару»        | Усього за «Пескару»        | Усього за «Пескару»        | 83+4      | 14+1      |                    | 2                  | 1                  |                      | -                    | -                    | -             | -             | -             | 89     | 16     |
| січ.-черв. 2018            | «Кротоне»                  | A                          | 10        | 1         | КІ                 | 0                  | 0                  | -                    | -                    | -                    | -             | -             | -             | 10     | 1      |
| 2018–19                    | «Кротоне»                  | B                          | 23        | 5         | КІ                 | 2                  | 0                  | -                    | -                    | -                    | -             | -             | -             | 25     | 5      |
| 2019–20                    | «Кротоне»                  | B                          | 28        | 7         | КІ                 | 2                  | 0                  | -                    | -                    | -                    | -             | -             | -             | 30     | 7      |
| 2020–21                    | «Кротоне»                  | A                          | 18        | 0         | КІ                 | 0                  | 0                  | -                    | -                    | -                    | -             | -             | -             | 18     | 0      |
| 2021-січ. 2022             | «Кротоне»                  | B                          | 11        | 2         | КІ                 | 1                  | 0                  | -                    | -                    | -                    | -             | -             | -             | 12     | 2      |
| Усього за «Кротоне»        | Усього за «Кротоне»        | Усього за «Кротоне»        | 90        | 15        |                    | 5                  | 0                  |                      | -                    | -                    |               | -             | -             | 95     | 15     |
| січ.-черв. 2022            | «Піза»                     | B                          | 14+3      | 1+1       | КІ                 | -                  | -                  | -                    | -                    | -                    | -             | -             | -             | 17     | 2      |
| 2022–23                    | «Брешія»                   | B                          | 3         | 0         | КІ                 | 0                  | 0                  | -                    | -                    | -                    | -             | -             | -             | 3      | 0      |
| Усього за «Брешію»         | Усього за «Брешію»         | Усього за «Брешію»         | 82+1      | 13        |                    | 6                  | 0                  |                      | -                    | -                    |               | -             | -             | 89     | 13     |
| Усього за кар'єру          | Усього за кар'єру          | Усього за кар'єру          | 271+8     | 43+2      |                    | 13                 | 1                  |                      | 0                    | 0                    |               | 1             | 0             | 293    | 46     |

### Статистика виступів за збірну
Станом на 27 липня 2022
| Дата       | Місто      | Господарі | Результат | Гості               | Турнір                                                | Голи | Примітки |
| ---------- | ---------- | --------- | --------- | ------------------- | ----------------------------------------------------- | ---- | -------- |
| 23-5-2012  | Айн-Драгам | Лівія     | 2 – 0     | Руанда              | Товариський матч                                      | -    | 75'      |
| 24-3-2013  | Кіншаса    | ДР Конго  | 0 – 0     | Лівія               | Кваліфікаційний раунд Чемпіонату світу з футболу 2014 | -    | 66'      |
| 11-11-2016 | Болоґін    | Лівія     | 0 – 1     | Туніс               | Кваліфікаційний раунд Чемпіонату світу з футболу 2018 | -    | 59'      |
| 5-6-2017   | Каїр       | Єгипет    | 1 – 0     | Лівія               | Товариський матч                                      | -    | 46'      |
| 9-6-2017   | Туніс      | Лівія     | 5 – 1     | Сейшельські Острови | Кубок африканських націй 2019                         | 1    |          |
| 11-11-2017 | Радес      | Туніс     | 0 – 0     | Лівія               | Кваліфікаційний раунд Чемпіонату світу з футболу 2018 | -    | 83'      |
| 8-9-2018   | Дурбан     | ПАР       | 0 – 0     | Лівія               | Кубок африканських націй 2019                         | -    |          |
| 13-10-2018 | Кадуна     | Нігерія   | 4 – 0     | Лівія               | Кубок африканських націй 2019                         | -    | 33'      |
| 16-10-2018 | Сфакс      | Лівія     | 2 – 3     | Нігерія             | Кубок африканських націй 2019                         | 1    |          |
| 24-3-2019  | Сфакс      | Лівія     | 1 – 2     | ПАР                 | Відбір до Кубка африканських націй 2019               | 1    |          |
| 11-10-2019 | Уджда      | Марокко   | 1 – 1     | Лівія               | товариський матч                                      | -    | 88'      |
| Усього     |            | Матчів    | 11        |                     | Голів                                                 | 3    |          |

## Особисте життя
Агмад Беналі одружений, має доньку Ясмін та сина Аймана.